# Huperzia buttersii
Huperzia buttersii là một loài thực vật có mạch trong Họ Thạch tùng. Loài này được (Abbe) Kartesz & Gandhi mô tả khoa học đầu tiên năm 1991.